# کارتل مواد مخدر
کارتل مواد مخدر (به انگلیسی  Drug Cartel) هر سازمان جنایی که عملیات قاچاق مواد مخدر را انجام می‌دهند را می‌گویند. آنها از توافقنامه‌های مدیریت شده بین قاچاقچیان مختلف مواد مخدر تا شرکت‌های تجاری رسمی را شامل می‌شوند. این اصطلاح زمانی به کار رفت که بزرگترین سازمان‌های قاچاق برای هماهنگی تولید و توزیع کوکائین به توافق رسیدند. از آنجایی که این قرارداد شکسته شد، کارتل‌های مواد مخدر دیگر کارتل نیستند، اما این اصطلاح از بین نرفته‌است و اکنون عموماً برای اشاره به هر سازمان جنایی مرتبط با مواد مخدر استفاده می‌شود.
ساختار اصلی یک کارتل مواد مخدر به شرح زیر است:
- شاهین‌ها یا Falcons (به اسپانیایی: Halcones): که به عنوان «چشم و گوش» خیابان‌ها در نظر گرفته می‌شوند، آن‌ها پایین‌ترین رتبه در هر کارتل مواد مخدر هستند. آنها مسئول نظارت و گزارش فعالیت‌های پلیس، ارتش و گروه‌های رقیب هستند.[۱]
- هیتمن‌ها یا Hitmen (به اسپانیایی: Sicarioses
- ستوان‌ها یا Lieutenants (به اسپانیایی: Tenientes): دومین مقام عالی در سازمان کارتل مواد مخدر، مسئول نظارت بر هیتمن‌ها و شاهین‌ها در قلمرو خود. آنها اجازه دارند بدون اجازه روسای خود دست به قتل‌های کوچک بزنند.[۲]
- اربابان مواد مخدر یا Drug Lords (اسپانیایی: Capos): بالاترین مقام در هر کارتل مواد مخدر، مسئول نظارت بر کل صنعت مواد مخدر، انتصاب رهبران قلمرو، ایجاد اتحاد، و برنامه‌ریزی قتل‌های برجسته.[۳]

گروه‌های عملیاتی دیگری نیز در داخل کارتل‌های مواد مخدر وجود دارند. برای مثال، تولیدکنندگان و عرضه‌کنندگان مواد مخدر، اگرچه در ساختار اصلی در نظر گرفته نشده‌اند، اما در کنار سرمایه‌گذاران و پول‌شویان، گرداننده‌های مهم هر کارتل مواد مخدر هستند. علاوه بر این، تأمین کنندگان تسلیحات در یک دایره کاملاً متفاوت عمل می‌کنند، و از نظر فنی بخشی از تدارکات کارتل در نظر گرفته نمی‌شوند.